# Chrysocharis phryne
Chrysocharis phryne är en stekelart som först beskrevs av Walker 1839.  Chrysocharis phryne ingår i släktet Chrysocharis och familjen finglanssteklar. Arten är reproducerande i Sverige. Inga underarter finns listade i Catalogue of Life.